# Palmoconcha guttata
Palmoconcha guttata är en kräftdjursart som beskrevs av Norman 1865. Palmoconcha guttata ingår i släktet Palmoconcha, och familjen Loxoconchidae. Arten är reproducerande i Sverige.